# ジェシー・ベンチュラ
ジェシー "ザ・ボディ" ベンチュラ（Jesse "The Body" Ventura、本名：James George Janos、1951年7月15日 - ）は、アメリカ合衆国の元プロレスラー、俳優、政治家。
プロレス時代は肉体美を誇るヒールとして活躍し、トークの才能を活かしてコメンテーターやインタビュアーも担当。引退後は政界に進出し、第38代ミネソタ州知事を務めた。2005年にはWWE殿堂に迎えられた。

## 来歴

### 出生から海軍経験まで
1951年7月15日にミネソタ州ミネアポリスにて、スロバキア系移民の父とドイツ系移民の母の間に誕生する。地元ミネアポリスの高校に在学中は水泳選手として活動した。卒業後の1969年から海軍に入隊し、特殊部隊ネイビーシールズの一員となり、ベトナム戦争に出征する。ベンチュラは自伝で、この時の特殊部隊の訓練を人生でもっとも苛酷な経験だったと回想している（同時に彼はこのときの特殊部隊のトレーナーを深く尊敬していると語っている）。除隊後は地元のコミュニティ・カレッジで学び、1970年半ば頃からレスリングを始めた。一時はローリング・ストーンズのボディーガードも務めていた。

### プロレスラー時代
エディ・シャーキーにコーチを受け、1975年にカンザスシティのNWAセントラル・ステーツ地区でデビュー。その後オレゴン州及びワシントン州一帯をサーキットエリアとするパシフィック・ノースウエスト・レスリングに転戦し、ジミー・スヌーカやダッチ・サベージとの抗争で頭角を現す。スーパースター・ビリー・グラハムの熱狂的ファンであった（勝手に弟を名乗っていたという）ことから、そのビジュアルイメージやファイトスタイルまでグラハムの多大な影響下にあった。レスリングの技術は拙いがマイクアピールに抜群の才能を持っていたことも共通していた。プロフィール上はミネアポリスではなくカリフォルニア州サンディエゴ出身を自称したが、これは海軍在籍時代の駐屯地に由来する。
1979年には地元ミネアポリスに本拠地を置くAWAで、アドリアン・アドニスとのタッグチーム、イースト・ウエスト・コネクション（The East-West Connection）を結成、ヒールとして大ブレイクを果たす。1980年7月20日にはバーン・ガニア&マッドドッグ・バションからAWA世界タッグ王座を奪取し、以降グレッグ・ガニア&ジム・ブランゼル、ポール・エラリング&スティーブ・オルソノスキー、ザ・クラッシャー&バロン・フォン・ラシクなどのチームを相手に同王座を約1年間保持。1981年の下期からは、アドニスと共にニューヨークのWWFに王者ボブ・バックランドの挑戦者として参戦した。
1982年4月21日、当時WWFと提携していた新日本プロレスに初来日し、蔵前国技館にてアントニオ猪木とシングルマッチで対戦。翌1983年1月にも再来日し、元旦に後楽園ホールにて藤波辰巳と対戦した。この来日時には、ラッシャー木村&アニマル浜口の国際軍団や長州力&マサ斎藤の革命軍団（後の維新軍）と組んでの6人タッグマッチにも出場している。しかし、言葉の通じない日本ではマイクアピールの才能を生かせないため本領を発揮することができず、これが最後の日本マット参戦となった。
その後、アドニスとのコンビを解散し、シングルプレイヤーとしてAWAのトップ・ヒールの地位を確立、同じくグラハムに強烈な影響を受けたハルク・ホーガンのライバルとして活躍した。AWAでは1984年上期にミスター・サイトーともタッグチームを組んだことがある。このコンビはサイトーが「極東」の日本出身ということもあり、ファー・イースト・ウエスト・コネクション（The Far East-West Connection）と呼ばれた。
AWAでの活動と並行して、1983年の下期にはテネシー州メンフィスのCWAに出場し、ジェリー・ローラーとAWA南部ヘビー級王座を賭けた抗争を展開。CWAではスタン・ハンセンとも共闘して、ローラー&オースチン・アイドルとのタッグ対決も行われた。
1984年5月、WWFの全米侵攻の主力メンバーとしてAWAから引き抜かれる。先にAWAより移籍してWWF世界王者となっていたホーガンの挑戦者のポジションが用意されていたが、心臓近くに血栓が発見されたことにより（ステロイド剤の影響とも言われる）突然の引退。持ち前の弁才を活かし、カラー・コメンテーターとしてのキャリアを選択した。元々トークに関しては抜群の能力を有していたこともあり、彼が現在まで続く「ヒール解説者」の元祖とも言われる。1990年のWWF脱退後はWCWでも同様の役を務めた。
1999年には久々にWWFに登場し、サマースラムのメインイベント（ストーン・コールド・スティーブ・オースチン対トリプルH対マンカインドのWWF王座戦）でスペシャル・ゲスト・レフェリーを担当。2001年にはXFLのコメンテーターも務めた。
以後もWWEの番組や興行に時折出演し、2009年11月23日のRAWでは、メインイベントのブレークスルー・バトルロイヤルにおいてビンス・マクマホンとの実況コンビを約20年ぶりに復活させた。

### 俳優・DJ時代
引退後のベンチュラは俳優としての道を模索し、『プレデター』や『バトルランナー』といった、アーノルド・シュワルツェネッガー主演作品を中心に何本かの映画に出演。また、ミネアポリスで朝のラジオ番組のDJとしても活動を開始した。この経験が彼の目を政治問題に向けさせることとなった。

### 政治家時代

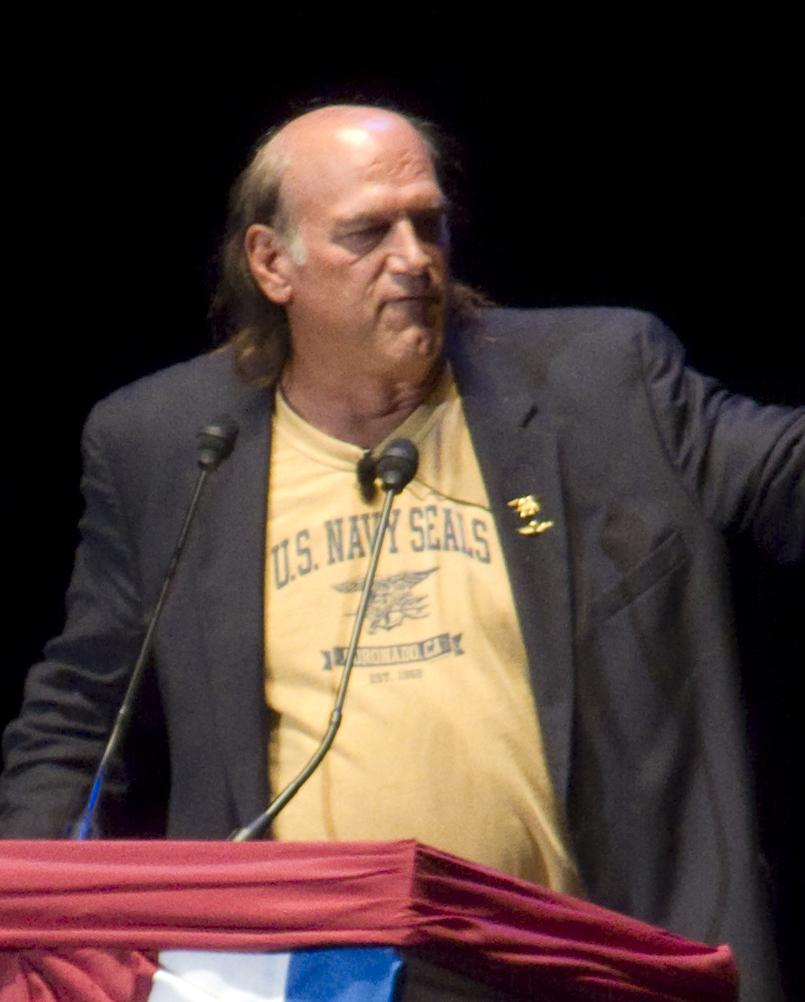
2008年9月2日

1990年にミネソタ州ブルックリンパークの市長選挙に立候補して当選を果たし、1995年まで務めた。更に1998年にはミネソタ独立党候補としてミネソタ州知事選挙に出馬し、共和党のノーム・コールマン前上院議員らを破って当選した。それからの一時期ミネソタ州では車のバンパーのステッカーなどに「オレたちの知事はお前たちの知事をボコボコにできるぜ」という文句を貼るのが流行した。知事になったベンチュラは、「これからは "ザ・ボディ" ではなく「ジェシー "ザ・マインド" ベンチュラ」と呼んで欲しい」という意向を示したが、ほとんどの人は以前と同じように "ザ・ボディ" あるいは "統治するザ・ボディ（The Governing Body）"と呼んでいた。
政治的スタンスはリバタリアンに近いとされるが、彼は自身のポリシーを「財政的には保守で、社会的にはリベラル」と述べている。州知事時代は以下の政策などを取った。
- ライトレール推進
- 医療用大麻の合法化支持
- 同性結婚・中絶容認

なお彼の州知事としての仕事は1期だけで、2002年に任期を終えている。

### 州知事退任後
政治への関心は衰えておらず、テレビなどで政治関連のコメンテーターとして出演する他、2008年には連邦上院議員への立候補も噂された（結局出馬はしなかった）。ベンチュラは二大政党が支配する現在のアメリカの政治体制をしばしば「二者君主制（Dual Monarchy）」、「我々に与えられている選択肢はコークとペプシだけ」などと批判し、第三者が大統領選挙に出馬するべきだと主張している。州知事退任後はハーバード大学行政大学院にて客員研究員を務めた。

## 獲得タイトル
パシフィック・ノースウエスト・レスリング

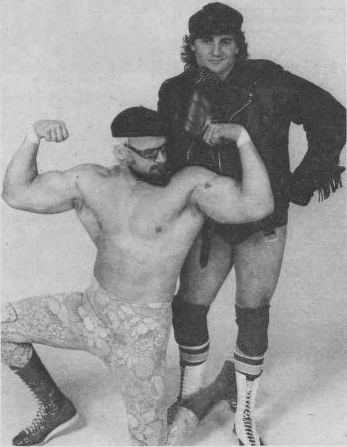
アドリアン・アドニス（後方）とのイースト・ウエスト・コネクション（1982年）

- NWAパシフィック・ノースウエスト・ヘビー級王座：2回 [18]
- NWAパシフィック・ノースウエスト・タッグ王座：5回（w / ブル・ラモス×2、バディ・ローズ×2、ジェリー・オーツ） [19]

NWAミッドパシフィック・プロモーションズ
- NWAハワイ・タッグ王座：1回（w / スティーブ・ストロング） [20]

セントラル・ステーツ・レスリング
- NWA世界タッグ王座（セントラル・ステーツ版）：1回（w / タンク・パットン） [21]

アメリカン・レスリング・アソシエーション
- AWA世界タッグ王座：1回（w / アドリアン・アドニス） [6]

コンチネンタル・レスリング・アソシエーション
- AWA南部ヘビー級王座：2回 [14]

ワールド・レスリング・エンターテインメント
- WWE殿堂：2004年度

## 得意技
- ボディブリーカー
- ベアハッグ
- エルボー・ドロップ